# Tom McGill
Thomas Peter Wayne McGill (* 25. März 2000 in Belleville, Ontario) ist ein kanadisch-englischer Fußballtorhüter.

## Karriere

### Verein
Ab 2014 ging er in die Jugend von Brighton & Hove Albion über. Hier wurde er im Sommer 2023 von der U23 aus kurzzeitig an den Worthing FC verliehen. Danach ging es per erneuter Leihe von August 2018 bis Januar 2019 weiter zum Greenwich Borough FC. Danach ging es für ihn weiter bis April 2019 zu Basingstoke Town. Von Januar 2020 bis Mai 2020 folgte dann eine weitere Leihe zu Crawley Town, zu denen er von September 2020 bis Januar 2021 noch einmal zurückkehrte. Hier machte er dann auch sein Debüt in der EFL League Two, bei einer 0:1-Niederlage gegen den FC Walsall am 3. November 2020. Seit der Spielzeit 2022/23 ist er nun Teil des Kaders der ersten Mannschaft von Brighton kommt aber bisher immer noch nur für die Zweitvertretung in der Premier League 2 zum Einsatz.

### Nationalmannschaft
In den U-Nationalmannschaften bestritt er seine Einsätze durchweg in englischen Auswahlen. So hatte er von Oktober bis Dezember 2015 ein paar Einsätze mit der U16 und dann im Folgejahr weitere mit der U17. Später kam er noch zu ein paar Spielen mit der U20 in der U20 Elite League.
Im Erwachsenenbereich wechselte er dann den Verband und wandte sich der kanadische A-Nationalmannschaft zu. Hier wurde er erstmals für die letzten Partien der CONCACAF Nations League 2022/23 nominiert. Danach gehörte er auch mit zum Kader beim Gold Cup 2023 und auch bei der Copa América 2024 gehört er mit zum Aufgebot der Kanadier. Bislang kam er aber noch nie zum Einsatz für die Mannschaft.